# Игры полуострова Юго-Восточной Азии 1967
4-е Игры полуострова Юго-Восточной Азии прошли с 9 по 16 декабря 1967 года в Бангкоке (Таиланд). В них приняли участие спортсмены из 7 стран, которые соревновались в 16 видах спорта.

## Виды спорта
- Бадминтон
- Баскетбол
- Бокс
- Велоспорт
- Водные виды спорта
- Волейбол
- Дзюдо
- Лёгкая атлетика
- Настольный теннис
- Парусный спорт
- Регби-футбол
- Сепактакрау
- Стрельба
- Теннис
- Тяжёлая атлетика
- Футбол

## Итоги Игр
| Место | Страна              | Золото | Серебро | Бронза | Всего |
| ----- | ------------------- | ------ | ------- | ------ | ----- |
| 1     | Таиланд             | 77     | 48      | 40     | 165   |
| 2     | Сингапур            | 28     | 31      | 28     | 87    |
| 3     | Малайская Федерация | 23     | 29      | 43     | 95    |
| 4     | Бирма               | 11     | 26      | 32     | 69    |
| 5     | Южный Вьетнам       | 6      | 10      | 17     | 33    |
| 6     | Лаос                | 0      | 0       | 0      | 0     |
| Всего | Всего               | 145    | 144     | 160    | 449   |